# 曽祢まさこ
曽祢 まさこ（そね まさこ、1951年4月21日 - ）は、日本の漫画家。三重県伊勢市出身。妹は漫画家の志摩ようこ。
1970年、第4回講談社少年少女新人漫画賞において佳作を受賞した「手錠はおどる」でデビュー。
代表作は『呪いのシリーズ』『不思議の国の千一夜』など。フリーアナウンサーの楠田枝里子とは同郷であり、小学校から高校まで同級生であった。

## 作品リスト
- 幽霊がり
- ブローニィ家の悲劇
- 夢の園のミア
- 七年目のかぞえ唄
- 金のベールに銀の針[3]
- 妖精旅行
- 闇に消えたクリスマス
- 氷の城
- ジョリー&マリー恋の方程式
- OH!離婚家族
- 魔女に白い花束を （マリアンヌ・マイドルフ著「魔女グレートリ アルプスの悲しい少女」の翻案）
- 恐怖クラブ
- 呪いのシリーズ
- わたしが死んだ夜
- ぼくを食事につれてって
- 海にしずんだ伝説
- 不思議の国の千一夜
- 悪魔の十三夜
- ふたりめの神話
- 12月のエルメイン
- 赤いわな
- 死霊教室
- 幻想組曲 -ばらによせて-
- 王さまはネコがきらい
- ふしぎ館の相続人
- ダーク・クィーン
- 闇の王子の物語